# Dugway Proving Ground

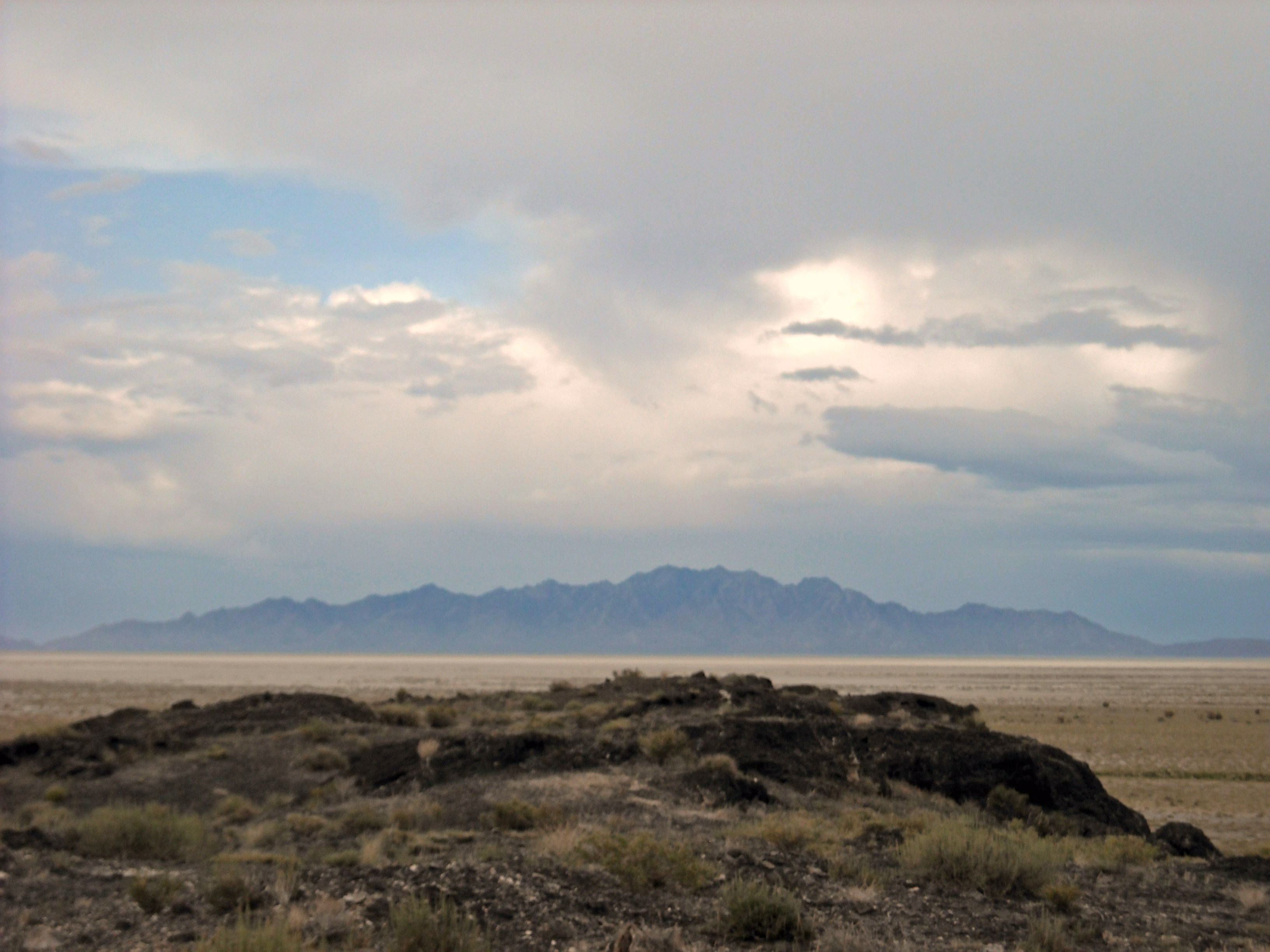
Blick nach Norden in Richtung Dugway Proving Ground bei Salt Lake City

Dugway Proving Ground ist eine Anlage der United States Army, die 1942 gegründet wurde, um biologische und chemische Waffen zu testen. Sie liegt etwa 140 Kilometer südwestlich von Salt Lake City in der Wüste von Utah. Der streng bewachte Militärstützpunkt gilt als Area 52. Das Personal wird in Dugway untergebracht.
Im Zweiten Weltkrieg wurde hier ein German Village („Deutsches Dorf“) errichtet, um die Wirkung von Brandbomben auf urbanes Gebiet bei der Luftoffensive auf das Deutsche Reich zu testen.
Im Jahr 1968 kamen aufgrund eines Unfalls, der als Schafsmord in Skull Valley bekannt wurde, rund 6000 Schafe um.